# الخلاف حول الأئمة عند طوائف الشيعة
الخلاف حول الأئمة عند طوائف الشيعة اختلفت الطوائف الشيعية حول الأئمة، وكان الاختلاف من عدة أوجه كعدد الأئمة وأسمائهم وعصمتهم أو عدم عصمتهم، وحسب مؤرخي الشيعة ادعى العديد الإمامة وكانوا من أبناء الأئمة الإثنا عشر مثل عبد الله بن جعفر الصادق وجعفر بن علي الهادي.

## مطالبة بعض أبناء الأئمة الإثناعشر بالإمامة
وهم أبناء للأئمة الإثناعشر توجد روايات شيعية تقول أنهم قاموا بالمطالبة بالإمامة، وأدى ذلك لبروز طوائف شيعية تستدل بنصوص وروايات تدل على إمامتهم.

### مطالبةمحمد بن الحنفيةبالإمامة
توجد رويات عند الطائفة الإثناعشرية تشير إلى أن محمد بن الحنفية وهو ابن علي بن أبي طالب لم يكن على علم بإمامة الإمام زين العابدين، حيث تقول المصادر الشيعية أن محمد بن الحنفية قال لزين العابدين « ثم إلى الحسين وقد قتل أبوك وصلي على روحه ولم يوص، وأنا عمك وصنو أبيك وولادتي من علي في سني وقديمي أحق بها منك في حداثتك، فلا تنازعني في الوصية والإمامة ولا تحاجني»، وقد قام بعض علماء الإثنا عشرية بتصحيح هذ الرواية.
ثم ترى الطائفة الإثناعشرية بأن محمد بن الحنفية قد تراجع عن مطالبته بالإمامة بعد مناظرته ومجادلته لزين العابدين «فرجع محمد بن الحنفية عن منازعته وسلمها إلى علي بن الحسين عليهما السلام »، بينما ترى الطائفة الشيعية الكيسانية أن محمد بن الحنفية لم يتراجع وأنه هو الأحق بالإمامة.

### مطالبةعبد الله بن جعفر الصادقبالإمامة
وفقاً لبعض الروايات الشيعية ادعى عبد الله بن جعفر الصادق بعد أبيه الإمامة، واحتج بأنه أكبر إخوته الباقين ، وأدى ذلك إلى بروز الطائفة الشيعية الفطحية والتي كانت تستند لنصوص ورويات تدل على إمامة عبد الله بن جعفر الصادق.
ويقول كبار المؤرخين الشيعة أنه بعد وفاة جعفر الصادق فإن غالبية شيعته أصبحوا فطحية، وأنه لم تكن غالبية العوام فقط بل غالبية المشايخ والففهاء من شيعة جعفر الصادق، «قالت الفطحية الاِمامة بعد جعفر في ابنه عبد اللّه بن جعفر الاَفطح..، فمالَ إلى عبد اللّه والقول بإمامته جُلَّ من قال بإمامة أبيه جعفر الصادق غير نفر يسير عرفوا الحقّ...»، «الفطحية هم القائلون بإمامة عبد اللّه بن جعفر الصادق..، والذين قالوا بإمامته عامة مشايخ العصابة وفقهائها وقد مالوا إلى هذه المقالة... ».
ولكن هذه الطائفة الفطحية لم تستمر على إمامة عبد الله والسبب في ذلك لأنه مات ولم يخلف ذكراً فشك القوم في إمامته، فتراجع الكثير منهم عن القول بإمامة عبد الله بن جعفر الصادق وبقي البعض الآخر يقول بإمامته، « فرجع عامة الفطحية من القول بإمامته سوى قليل منهم إلى القول بإمامة موسى بن جعفر وقد كان رجع جماعة منهم في حياته ثم رجع عامتهم بعد وفاته »

### مطالبةمحمد بن جعفر الصادقبالخلافة
محمد بن جعفر الصادق والذي تنسب له الطائفة الشيعة السميطية ، وحسب المصادر الشيعية فإنه قد دعا إلى نفسه وقد بايعه البعض على الخلافة وتم تلقيبه بأمير المؤمنين، « لمّا خرج محمّد بن جعفر بمكّة ودعا إلى نفسه وبُويع له بالخلافة، دخل عليه الرضا عليه السّلام، فقال الرضا عليه السّلام له: يا عمّ! لا تكذّب أباك ولا أخاك ؛ فإنّ هذا أمرٌ لا يتمّ. ثمّ خرج الرضا إلى المدينة »، وقد استندت الطائفة السميطية الشيعية لعدد من الروايات ومن أهمها أنه : «أنه رواه بعضهم أن محمد بن جعفر دخل ذات يوم على أبيه جعفر الصادق وهو صبي صغير، فدعاه أبوه جعفر الصادق، فاشتد محمد بن جعفر يعدو نحوه فكباً وعثر بقميصه وسقط لحر وجهه فقام جعفر الصادق فعدا نحوه حافياً، فحمله وقبل وجهه ومسح التراب عنه بثوبه وضمه إلى صدره، وقال : سمعت أبي محمد بن علي يقول يا جعفر إذا ولد لك ولد يشبهني فسمه باسمي وكنه بكنيتي فهو شبيهي وشبيه رسول الله »

### مطالبةجعفر بن علي الهاديبالإمامة
ادعى جعفر بن عليّ الهادي الإمامة بعد وفاة أخيه الإمام الحسن العسكري كما تقول الروايات، وجعفر بن عليّ الهادي هو عم الإمام المهدي عند الطائفة الإثنا عشرية، وقد ادعى جعفر بن عليّ الهادي الإمامة بعد أن قسّمَ ما خلّفه الإمام الحسن العسكري مدعياً أنه الوريث الشرعي للإمام الحسن العسكري، كما قال جعفر بن عليّ الهادي أن الإمام الحسن العسكري لم يُخلف ولداً ، وتعتقد الطائفة الإثنا عشرية أنه خرجت عن الإمام محمد المهدي بن الحسن العسكري (حينما كان في غيبته الصغرى)عدة تواقيع تنبه الشيعة علي بطلان ادعائه ، وتلقب الطائفة الإثنا عشرية جعفر بن علي الهادي بلقب جعفر الكذاب، وذلك لأنه ادعى أنه هو الإمام بعد أخيه الإمام الحسن العسكري، وكذلك لأن جعفر بن علي الهادي ينكر ولادة الإمام الثاني عشر، والجدير بالذكر أن الطائفة الشيعية النفيسية كانت تعتقد بإمامة جعفر بن علي الهادي.